# 7742 Altamira
7742 Altamira (1985 US) là một tiểu hành tinh vành đai chính được phát hiện ngày 20 tháng 10 năm 1985 bởi Antonín Mrkos ở Klet. Nó được đặt theo tên Altamira cave, Spain, site thuộc Upper Paleolithic cave paintings và a World Heritage Site.